# Informalidad laboral en Colombia
La informalidad laboral en Colombia es un fenómeno complejo que afecta a diversos sectores de la sociedad, teniendo un impacto significativo en términos de género, edad, nivel educativo, estado civil, ingresos y jornada laboral.
La informalidad laboral se define como aquella actividad económica que se realiza al margen de la regulación gubernamental y sin las protecciones sociales y laborales adecuadas. En Colombia, la informalidad laboral ha sido una característica persistente en su mercado laboral, afectando a una parte considerable de la población activa.

## Impacto en el género

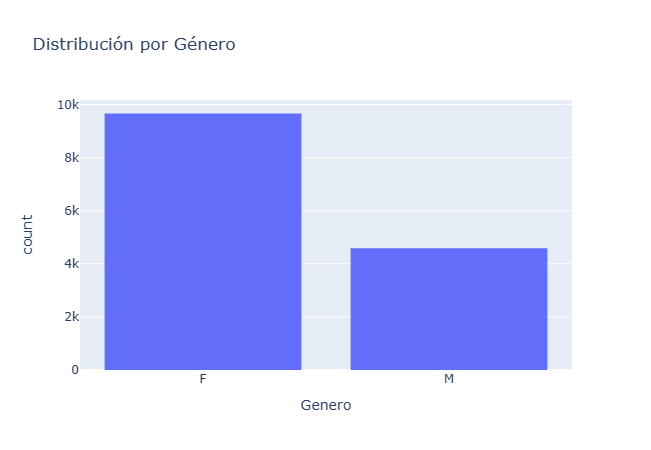

La informalidad laboral afecta de manera desproporcionada a las mujeres en Colombia. Según datos del Departamento Administrativo Nacional de Estadística (DANE), las mujeres tienen una tasa de informalidad laboral más alta que los hombres. Esto se debe a diversas razones, incluyendo la falta de acceso a oportunidades laborales formales, la discriminación de género y las responsabilidades familiares que limitan su participación al mercado laboral formal.
La informalidad laboral también se manifiesta en formas de trabajo precario y mal remunerado, lo que perpetúa la desigualdad de género. Las mujeres también enfrentan obstáculos adicionales en el acceso al crédito y a recursos productivos, lo que limita sus oportunidades de desarrollo económico.

## Impacto en la edad

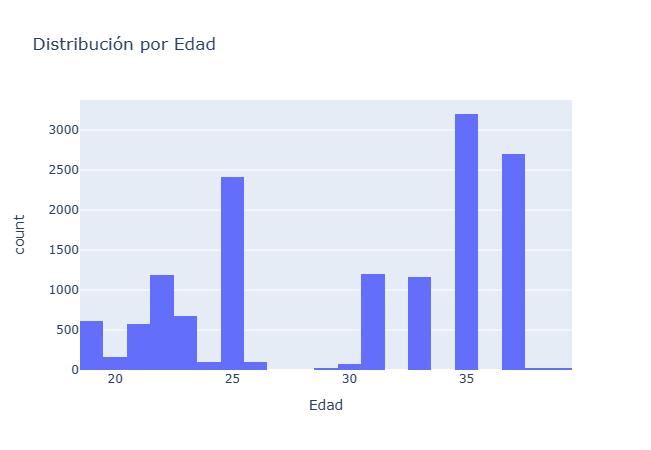

La informalidad laboral afecta a diferentes grupos de edad en Colombia, pero los jóvenes son especialmente vulnerables. La falta de experiencia laboral y la limitada oferta de empleo formal hacen que muchos jóvenes recurran a trabajos informales para subsistir. Esta situación no solo afecta su estabilidad financiera, sino que también puede tener consecuencias a largo plazo en su desarrollo profesional y bienestar económico.
Además, los adultos mayores también se ven afectados por la informalidad laboral, ya que muchas veces se ven obligados a trabajar en condiciones precarias debido a la falta de oportunidades laborales formales y a la insuficiencia de las pensiones. Muchos de ellos enfrentan discriminación en el mercado laboral debido a su edad, lo que dificulta aún más su situación laboral y económica.

## Impacto en el nivel educativo

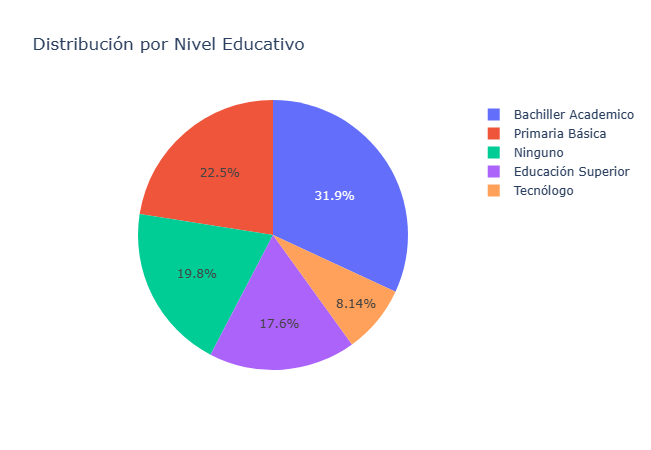

El nivel educativo también influye en la informalidad laboral en Colombia. A menudo, aquellos con niveles educativos más bajos tienen mayores probabilidades de trabajar en el sector informal. Esto puede deberse a la falta de acceso a una educación de calidad que les brinde las habilidades necesarias para acceder a empleos formales, así como a la discriminación laboral basada en el nivel educativo.
Sin embargo, incluso las personas con niveles educativos más altos pueden encontrarse trabajando en la informalidad debido a la escasez de empleos formales en sus campos de estudio o a la falta de reconocimiento de sus credenciales educativas. La falta de correspondencia entre la formación académica y las oportunidades laborales disponibles contribuye significativamente a la persistencia de la informalidad laboral en Colombia.

## Impacto en el estado civil

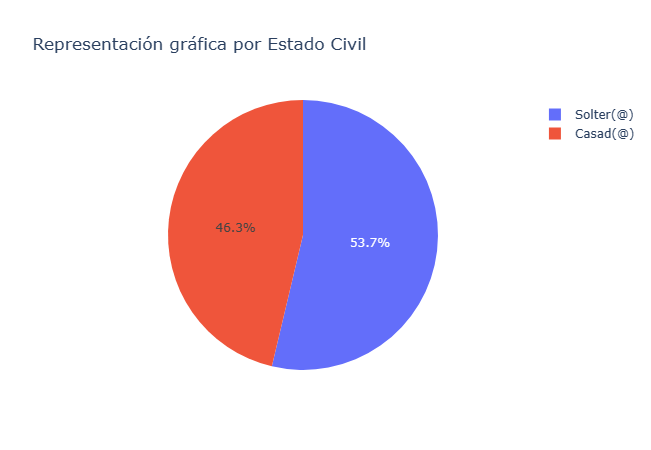

El estado civil también puede influir en la informalidad laboral en Colombia. Las personas solteras o divorciadas a menudo enfrentan mayores dificultades para acceder a empleos formales, lo que las lleva a trabajar en el sector informal para subsistir. Por otro lado, aquellos que tienen responsabilidades familiares pueden sentirse obligados a aceptar trabajos informales debido a la necesidad de generar ingresos de manera rápida y flexible.[cita requerida]

## Impacto en los ingresos

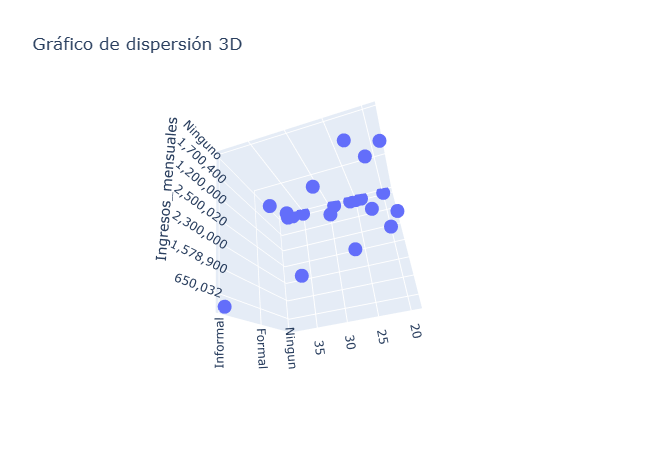

Los ingresos de los trabajadores informales tienden a ser considerablemente más bajos que los de aquellos que trabajan en el sector formal. La falta de regulación y protección laboral en el trabajo informal a menudo conduce a salarios más bajos y a condiciones laborales precarias. Muchos trabajadores informales enfrentan ingresos inestables y poco fiables, lo que dificulta la planificación financiera a largo plazo y perpetúa la pobreza y la desigualdad económica.
La informalidad laboral también se asocia con la ausencia de beneficios laborales como seguro de salud, pensiones, vacaciones pagadas y otros beneficios sociales, lo que agrava aún más la situación económica de los trabajadores informales y sus familias.

## Impacto en el tipo de jornada laboral

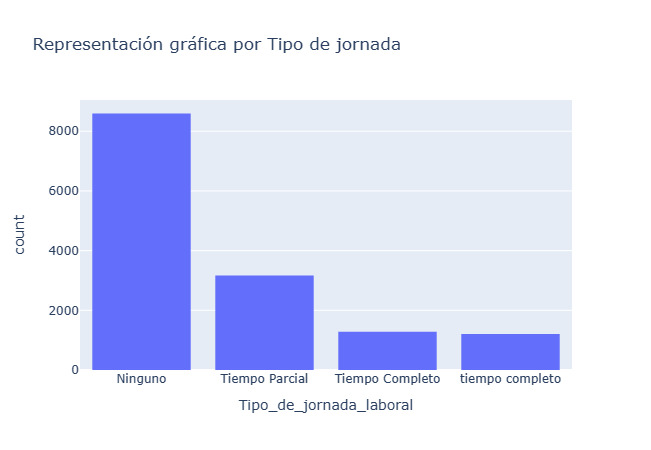

En cuanto al tipo de jornada laboral, los trabajadores informales a menudo enfrentan jornadas laborales extenuantes y horarios irregulares. La falta de regulación laboral les expone a jornadas laborales prolongadas, sin límites claros entre el tiempo de trabajo y el tiempo de descanso. Esto puede tener impactos negativos en la salud física y mental de los trabajadores, así como en sus relaciones familiares y sociales.
Muchos trabajadores informales realizan trabajos temporales o por cuenta propia, lo que les obliga a asumir una carga de trabajo adicional para asegurar un ingreso suficiente para mantenerse a sí mismos y a sus familias. La falta de estabilidad laboral y de seguridad en el empleo también contribuye a la vulnerabilidad económica de los trabajadores informales y a su incapacidad para planificar su futuro laboral y financiero.
La informalidad laboral en Colombia es un problema multifacético que afecta a diversos grupos de la sociedad de manera desigual. Abordar este problema requiere políticas integrales que promuevan el empleo digno, la igualdad de género, el acceso equitativo a la educación y la protección social para todos los trabajadores.